# Vladimir Adol'fovič Šnejderov
Vladimir Adol'fovič Šnejderov (Mosca, 28 luglio 1900 – Mosca, 4 gennaio 1973) è stato un regista cinematografico sovietico.

## Filmografia (parziale)

### Regista
- Džul'bars (1935)[1]
- Uščel'e Alamasov (1937)